# Исчезновение святой
«Исчезнове́ние свято́й», точнее «Исчезнове́ние свято́й: исто́рия волшебства́» (порт. O Sumiço da Santa: uma história de feitiçaria) — роман классика бразильской литературы и члена Бразильской академии литературы Жоржи Амаду. Впервые издан в 1988 году в Рио-де-Жанейро. Перевод на русский язык А. С. Богдановского впервые опубликован в журнальной версии в 1990 году («Иностранная литература», № 1, 2).

## Описание
Работа над произведением была начата в Париже, где продолжалась с мая по октябрь 1987 года, затем с февраля по июль 1988 года, и была завершена в Салвадоре в августе того же года. Поскольку в Бразилии широкая известность Амаду мешала его спокойной работе над сочинениями, писатель устроил свой рабочий кабинет в приобретённой в Париже квартире на Quai des Célestins.
Замысел романа возник за 20 лет до его публикации, когда он задумывался под названием «Война святых» (A guerra dos santos). Книга вышла из печати в год 100-летия отмены рабства в Бразилии (1888), поэтому её главной темой стала африканская культура.
Действие романа разворачивается в течение двух суток (между средой и пятницей) на рубеже 1960-х — 1970-х годов. Многими персонажами романа, хотя и без прямого участия в развитии сюжета, стали реальные политики, импресарио, деятели культуры и искусства, интеллектуалы и религиозные деятели. По выражению Амаду, этим самым он отдал дань уважения друзьям и выдающимся личностям Баии. Например, в тексте упоминается Фернанду Ассис Пашеку (в русском переводе романа — Фернандо Ассиз Пашеко), известный португальский журналист и переводчик произведений Пабло Неруды и Габриэля Гарсиа Маркеса на португальский язык; в качестве давнего недруга дона Масимилиана фон Грудена, выступил профессор Удо Кнофф (Horst Udo Enrich Knoff, 1912—1994), коллекционер и исследователь изразцов, азулежу и керамического искусства, автор книги «Изразцы Баии» (Azulejos da Bahia, 1986); художник Карибэ, композитор Доривал Каимми, мать Менининья ду Гантуа (в тексте русского перевода — матушка Менининья де Гантоис). Владелец баркаса шкипер Мануэл и его жена были задействованы как персонажи романа «Мёртвое море».

## Краткое содержание
Роман Жоржи Амаду посвящён синкретизму Баии, в котором католической святой Варваре соответствует ориша Ойя/Йансан культа кандомбле. Деревянная скульптура никогда не покидала Санту-Амару. Усилиями тщеславного дона Масимилиану фон Грудена (у автора перевода — Максимилиан), жаждавшего признания своих исследований об авторстве изображения святой, её было решено перевезти в Салвадор на выставку в Музей религиозного искусства. По прибытии в порт cкульптура католической святой ожила, превратилась в ориша Ойя/Йансан и отправилась по своим делам по улицам города.

## Оценки
По мнению М. Ф. Надьярных, в романе наиболее ярко представлена «специфика синкретической духовности». Кроме того к данному произведению может относиться данная литературоведом общая характеристика творчества писателя: «Истинный вымысел входит в аксиологическую систему Амаду наряду с модифицированной концепцией праздничной свободы, также связанной с чудом, с преображающим потенциалом всеобщего карнавализованного возрождения. В фольклорно-гротескных романах Амаду нет жесткой границы между действительным и воображаемым, реальным и фантастическим — это структурно соответствующие друг другу, взаимопроницаемые уровни бытия». В романе Амаду обращается к своим излюбленным темам метисации, чувственности, религиозного синкретизма и терпимости. Произведению свойственны характеристики зрелого творчества писателя — ирония и лёгкий юмор, тонко выверенная композиция, исчерпывающие описания нравов и обычаев, праздников и обрядов кандомбле города Салвадора. Автор иронизирует над стиранием граней между праведностью и грехом, здравомыслием и абсурдом, верой и волшебством.

## Издания
Впервые на языке оригинала роман вышел в Бразилии в 1988 году, издавался в Португалии. Переведён на английский, греческий, испанский, итальянский, немецкий, русский, словенский, французский языки.
Первое издание на языке оригинала
- Amado J. O sumiço da santa : Uma história de feitiçaria :  [порт.] / Capa e ilustrações de Carybé. — 1ª ed. — Rio de Janeiro : Editora Record, 1988. — 440 p. — ISBN 85-1-034447-7.

Русские издания
- Амаду Ж. Исчезновение святой / Пер. с португ. А. С. Богдановского // Иностранная литература : Литературно-художественный журнал. — М., 1990. — ISSN 0130-6545. № 1, 2.
- Амаду Ж. Исчезновение святой = O sumiço da santa / Пер. с португ. А. С. Богдановского. — М.: АСТ, 2010. — 384 с. — 2000 экз. — ISBN 978-5-17-066919-6.

Книжное издание вышло одновременно в 2-х сериях: «Зарубежная классика» (ISBN 978-5-17-066837-3) и «Книги на все времена» (ISBN 978-5-17-066919-6).